# Tigerwürger
Der Tigerwürger (Lanius tigrinus) ist ein Singvogel aus der Gattung Lanius in der Familie der Würger (Laniidae). Die eher kleine Würgerart hat ein verhältnismäßig begrenztes Verbreitungsgebiet im äußersten Südosten Russlands, auf der Koreanischen Halbinsel, in Nordost- und Ostchina sowie auf einigen japanischen Inseln. Vor allem die Westgrenzen seines Verbreitungsgebietes sind nicht ausreichend bekannt, wie überhaupt der Tigerwürger zu den eher schlecht erforschten Würgerarten zählt.
Tigerwürger sind Zugvögel, jene der nördlichen Verbreitungsgebiete zum Teil Langstreckenzieher mit Überwinterungsgebieten im südlichen Malaysia und in der indonesischen Inselwelt.
Tigerwürger ernähren sich fast ausschließlich von Insekten; in ihren Jagdmethoden unterscheiden sie sich zum Teil wesentlich von anderen Würgerarten und auch ihre Bevorzugung eher bewaldeter Lebensräume mit dichtem Unterwuchs wird nur von sehr wenigen Vertretern dieser Gattung geteilt.
Der Tigerwürger ist monotypisch. Zu seiner verwandtschaftlichen Stellung innerhalb der Gattung sind einige Fragen offen, doch wird er üblicherweise in die nächste Verwandtschaft der Superspezies mit Neuntöter, Isabellwürger und Braunwürger  gestellt. Mit dem Braunwürger teilt er einige Verhaltensmerkmale und scheint mit ihm besonders nahe verwandt zu sein.
Der  Name Tigerwürger, beziehungsweise Lanius tigrinus bezieht sich auf das schwarz gebänderte (getigerte) Rückengefieder der Art. Das Typusexemplar stammt von Java.
Obwohl für viele Verbreitungsgebiete Bestandsanalysen völlig fehlen und vor allem für die russischen und manche japanischen Vorkommen ein deutlicher Bestandsrückgang zu verzeichnen ist, wird der Tigerwürger von der  IUCN in keiner Gefährdungsstufe gelistet (LC = least concern).

## Aussehen

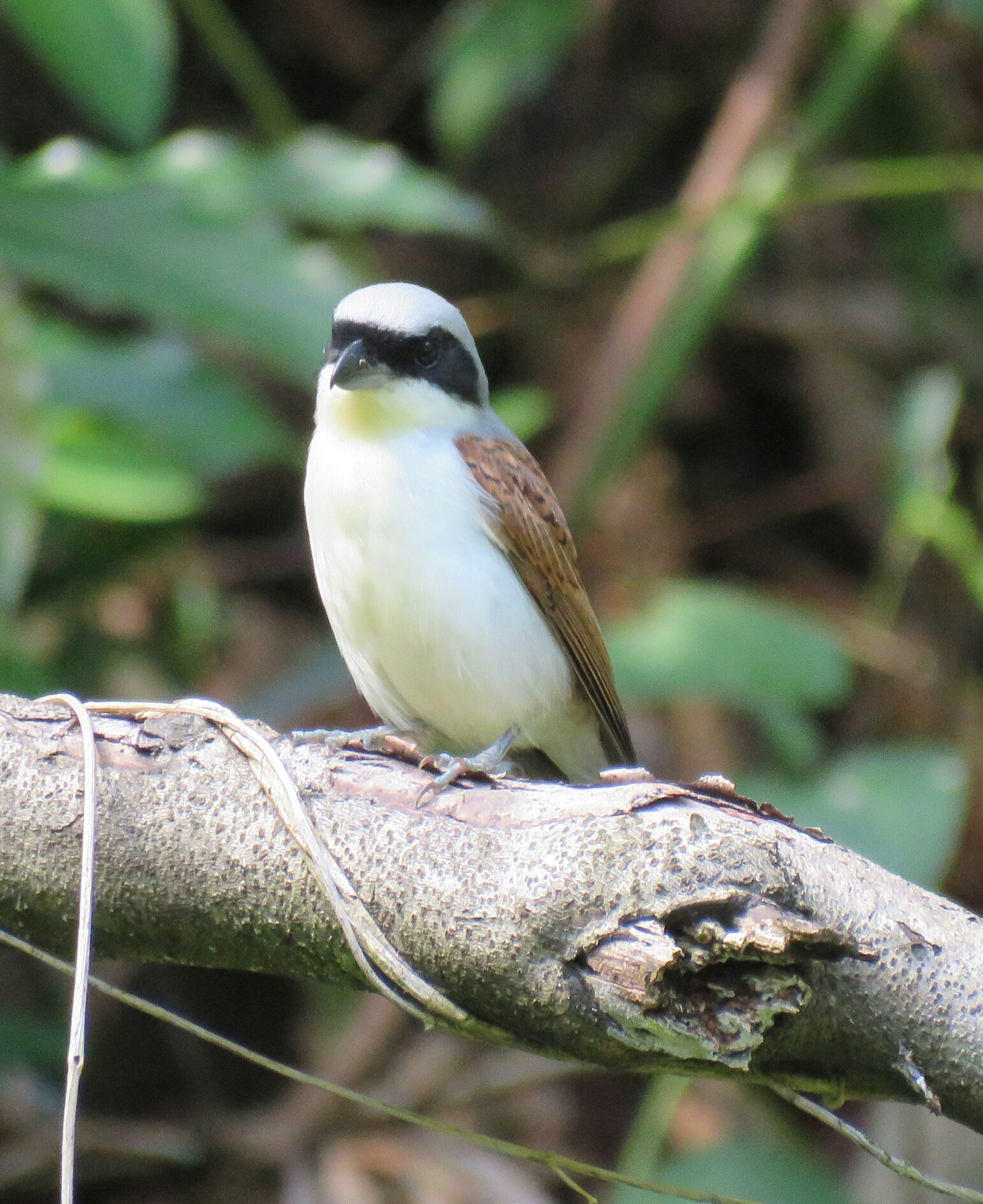
Adulter, männlicher Tigerwürger

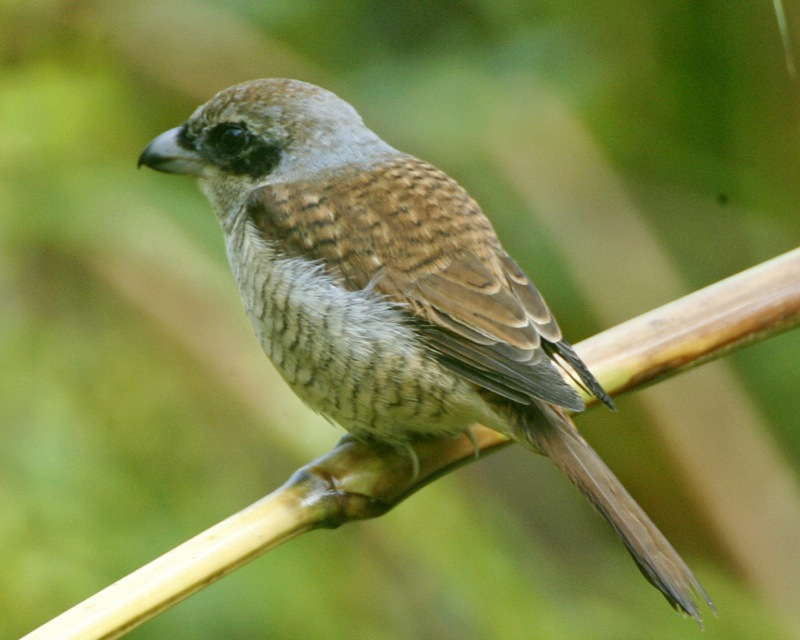
Weiblicher Tigerwürger

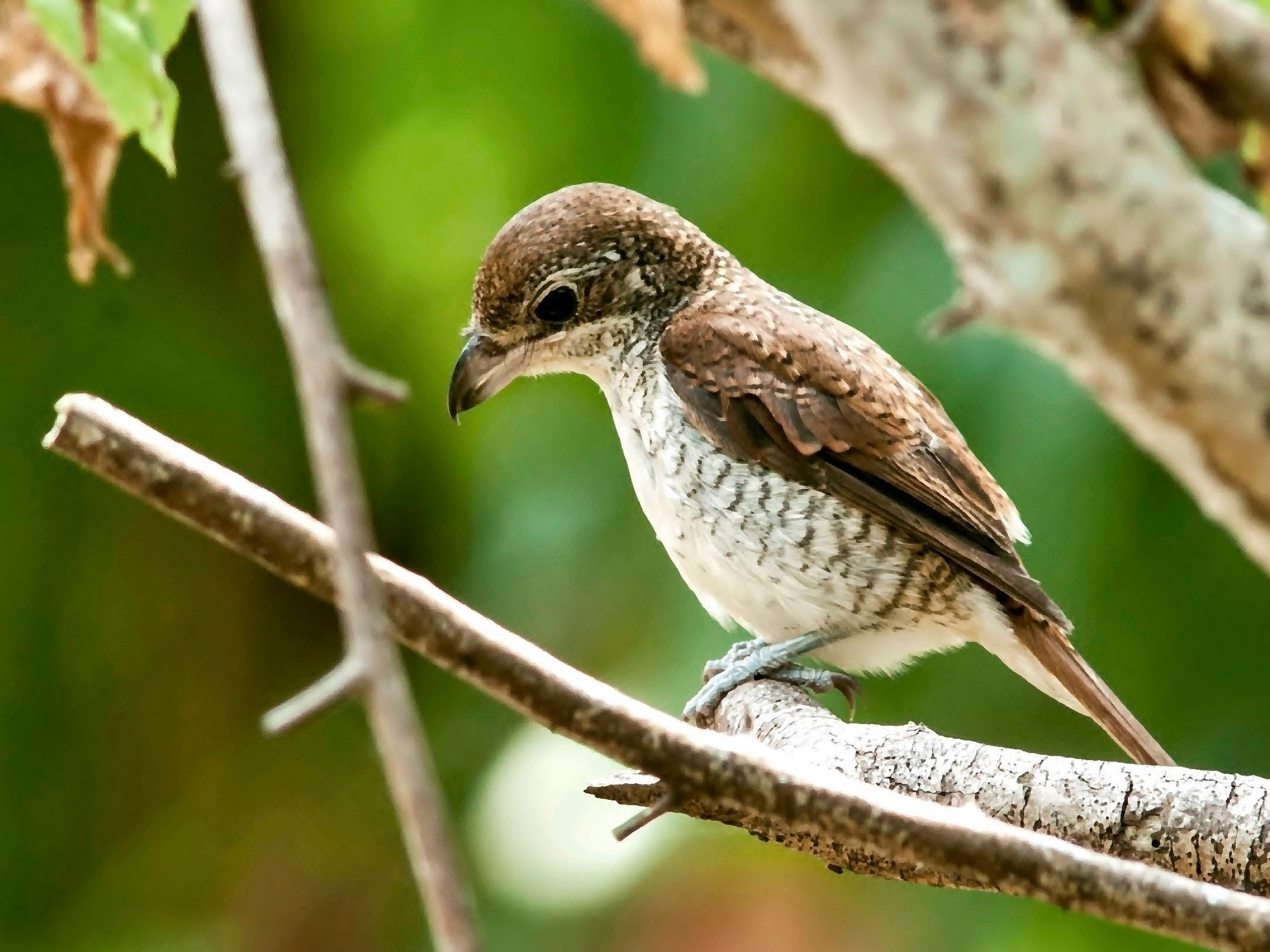
Juveniler Tigerwürger

Mit einer Größe von etwa 18 Zentimetern ist der Tigerwürger so groß wie der Neuntöter, mit dem er mit seiner rötlichbraunen, grauen und weißen Färbung auch wesentliche Erscheinungsmerkmale teilt. Tigerwürger wirken jedoch massiger als Neuntöter, sind mit durchschnittlich 28 Gramm etwas schwerer als diese, und ihr Schnabel ist deutlich größer und dicker, worauf auch neben Tiger Shrike mit Thick-billed Shrike ein weiterer englischer Trivialname hinweist. Der Färbungsdimorphismus ist recht deutlich, Weibchen sind im Durchschnitt etwas leichter als Männchen.
Der Scheitel, Nacken und der obere Abschnitt des Mantels sind bei männlichen Tigerwürgern blassgrau, manchmal auch schiefergrau. Die schwarze Gesichtsmaske erstreckt sich vom oberen Schnabelansatz und verläuft über die Augen bis hinter die Ohrdecken, sie ist manchmal im Augenbereich fein weiß gerandet. Der untere Mantelbereich, der Rücken, der Bürzel und die Oberschwanzdecken sind dunkel- eher düster braun und in recht weiten Abständen schwarzbraun gebändert. Die Schwingen sind dunkelbraun, fast schwarz; die Schirmfedern sind etwas heller und einige der Armschwingen rötlichbraun gerandet. Der gestufte Schwanz ist rötlichbraun, die Außenfedern haben einen etwas helleren Farbton. Die gesamte Unterseite ist matt weiß; vor allem bei jüngeren Vögeln weist sie besonders an den Flanken eine feine dunkle Wellung auf. Der blauschwarze, an der Spitze schwarze Schnabel ist auffallend mächtig, die Beine und Zehen sind grauschwarz, die Iris ist dunkelbraun.
Weibchen sind insgesamt blasser gefärbt, die Grauanteile von Scheitel, Nacken und oberem Mantel sind meist mit Braun durchsetzt, die Maske erst hinter den Augen deutlich, davor und am Schnabelansatz oft fehlend oder nur angedeutet. Der helle Überaugenstreif ist bei Weibchen auffälliger als bei Männchen. Die Bänderung am Rücken, teilweise auch auf Nacken und Kopf ist markanter; besonders intensiv sind die untere Bauchseite und die Flanken gebändert und gewellt.
Das Jugendgefieder ist auf der Oberseite auf fast einheitlich matt braunem Grund deutlich dunkel gebändert, gewellt und gesperbert, und, vor allem im Kopfbereich, unregelmäßig hell gepunktet. Eine weiße Lidrandung und der darüberliegende helle Überaugenstreif, lassen Jungvögel großäugig erscheinen. Die Gesichtsmaske ist noch nicht angedeutet. Die Unterseite ist hell und besonders an den Flanken dicht dunkel gewellt und gebändert.

## Mauser
Alle Tigerwürger wechseln zweimal im Jahr ihr gesamtes Gefieder, eine Eigenschaft, die sie in dieser Gattung nur mit dem Braunwürger teilen. Die erste Vollmauser beginnt gleich nach der Brutzeit (meist schon Mitte/Ende Juli) und ist mit dem Wegzug (Ende August/Anfang September) abgeschlossen. Jungvögel erscheinen in ihrem ersten Jugendgefieder in den Überwinterungsgebieten, Adulte in einem Schlichtkleid, das dem Weibchengefieder ähnelt und in dem die Geschlechter etwas schwerer zu unterscheiden sind. Zwischen Dezember und April vermausern Juvenile und Adulte ins Brutgefieder.

## Lautäußerungen
Wie die meisten Würger ist auch der Tigerwürger nur während der Territoriumsetablierung und in aggressiv gestimmten Situationen akustisch auffällig. In der Brutzeit und danach verhält sich die Art weitgehend still. Hauptalarmrufe sind eine Abfolge lauter, sehr schnell (bis zu 10 Elemente/Sekunde) gereihter, eventuell mit quei… transkribierbarer Lautfolgen, die entfernt an Rufe von kleinen Falken erinnern können, besonders, wenn sie einzeln oder nur langsam gereiht erfolgen. Daneben sind oft fast vokallose Tsch(a)h Rufe zu hören. Der Gesang ist ein würgertypisches, eher gedämpftes, anhaltendes Dahinschwätzen, zum Teil melodisch und strukturiert, zum Teil auch durchsetzt mit krächzenden- und heiseren Geräuschelementen. Stimmimitationen, die bei vielen Würgerarten einen wesentlichen Bestandteil des Gesanges bilden, sind beim Tigerwürger nicht bekannt.

## Verbreitung und Lebensraum

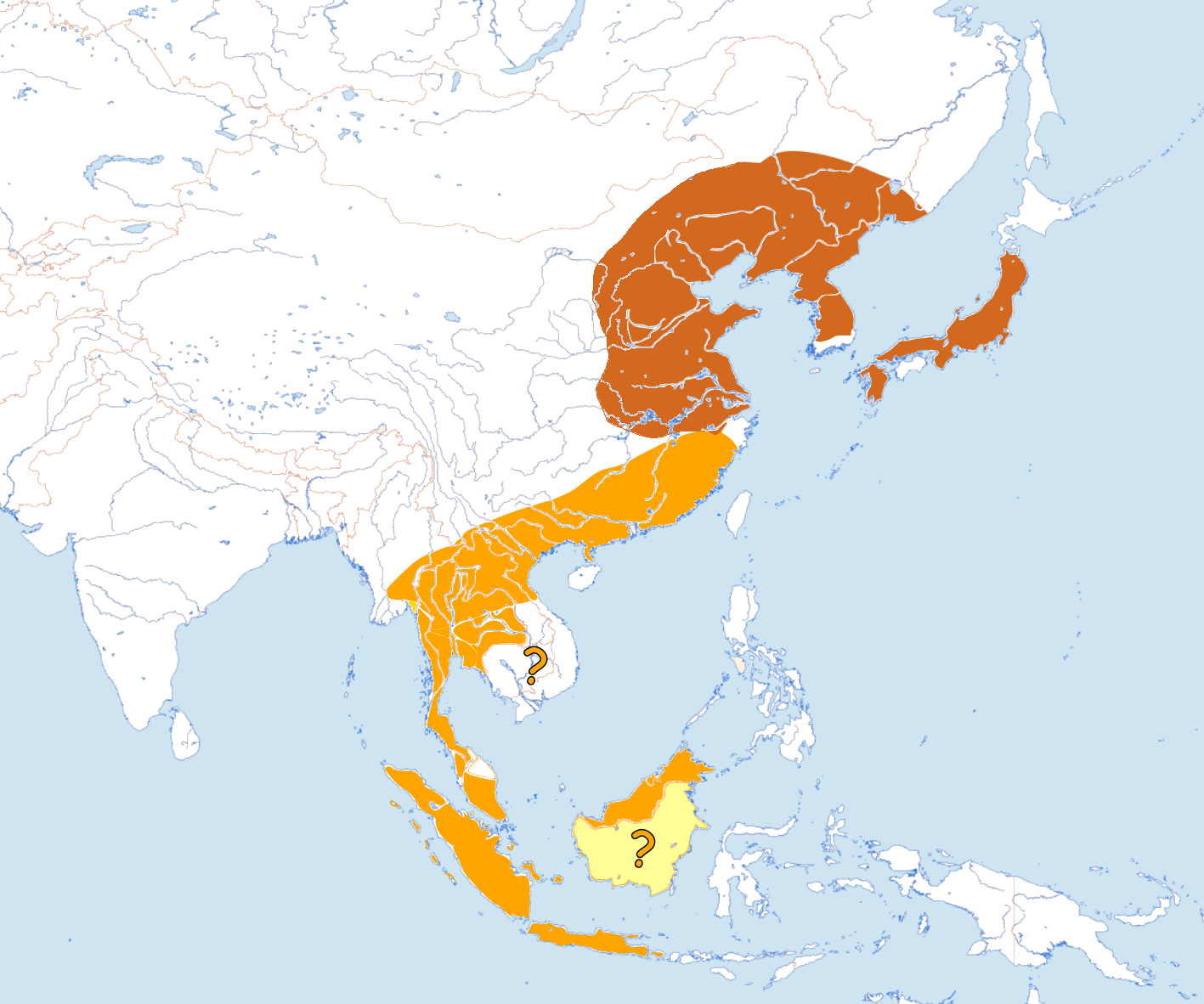
Verbreitung des Tigerwürgers
braun: Brutgebiete
hellorange: Überwinterungsgebiete
Auf Borneo kommt die Art im Winter vor allem im nördlichen Bereich der Insel vor.
Ob und in welcher Häufigkeit sie im südöstlichen Indochina überwintert, ist nicht bekannt.

Die Verbreitung des Tigerwürgers beschränkt sich auf ein vergleichsweise kleines Gebiet in Ostasien dessen Verbreitungsgrenzen vor allem im Westen des Brutgebietes nicht genau bekannt sind. Die Kernzonen der Vorkommen liegen im nordöstlichen China und offenbar auch auf der Koreanischen Halbinsel. Das Brutgebiet reicht, einen Halbkreis bildend, etwa von 43° Nord im Ussurigebiet im äußersten Südosten Russlands über Shaanxi und das östliche Sichuan im Westen bis etwas südlich des Mündungsgebietes des Jangtsekiang bei ungefähr 29° Nord, nach Lefranc sogar bis nahe an den Wendekreis des Krebses. Der Tigerwürger brütet auch auf Honshu, Sado und Kyushu und auf der Koreanischen Halbinsel mit Ausnahme des äußersten Südens.
Die Überwinterungsgebiete schließen unmittelbar südlich an und erstrecken sich über das gesamte Südost- und Südchina, über Nordvietnam, Nordlaos, Nord- und Westthailand und den Osten Myanmars, die Malaiische Halbinsel bis Sumatra und seine Nachbarinseln, Java und Borneo.

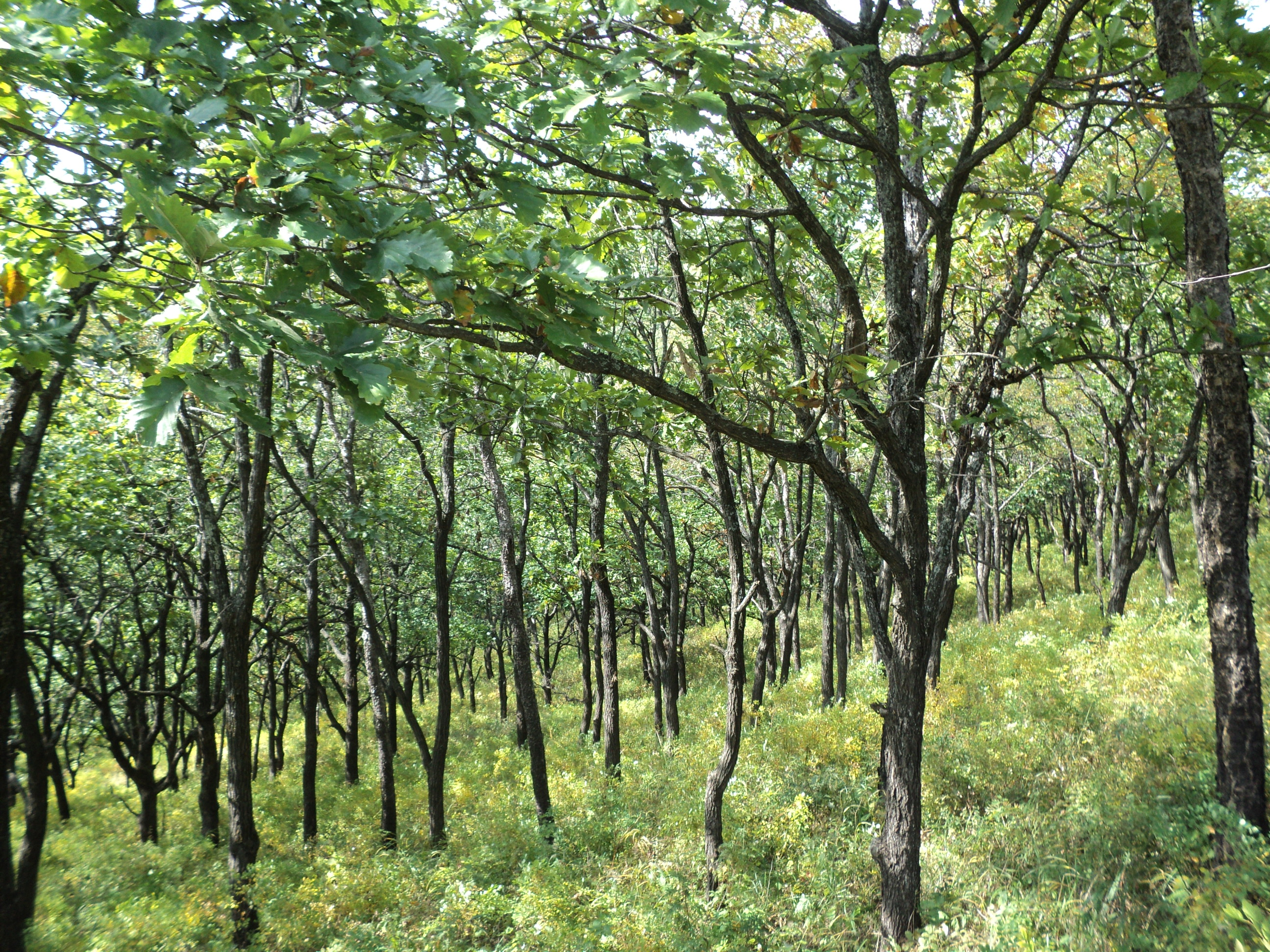
Tigerwürger bevorzugen recht dicht bewaldete Gebiete, wie etwa solche Eichenwälder in der Region Primorje.

Der Tigerwürger ist stärker an bewaldete Gebiete gebunden, als die meisten anderen Vertreter seiner Gattung. Im Ussurigebiet, wo die Art nur in geringen Dichten vorkommt, bewohnt sie subtropischen Mischwald entlang relativ enger Flusstäler und von Bächen durchflossene Niederungen mit mehr aufgelockertem Baumbestand bestehend unter anderem aus Mongolischer Eiche, Juglans mandshurica und Ulmen. Bevorzugt werden Randlagen von zusammenhängenden Wäldern, ausgedehnte Lichtungen mit dichtem Unterwuchs oder Flächen mit großflächigem Holzeinschlag. Tigerwürger kommen auch in Waldinseln am Rande von Kulturland, in ausgedehnten Obstgärten und gelegentlich auch in dichteren Baumbeständen großer städtischer Parks vor.
Auch in den Überwinterungsgebieten meidet die Art trockene Offenlandgebiete. Sie bewohnt Randzonen von Sekundär- oder Primärwäldern, baumbestandenes Kulturland, Mangrove und große Gärten und Parks mit ausreichendem Baumbestand.
Tigerwürger sind Vögel der Niederungen und Hügelländer. In den Brutgebieten wurden Nester bis in Höhen von 800 Metern festgestellt; überwinternde Vögel wurden noch in Höhen von etwa 1000 Metern beobachtet.
Zu Siedlungsdichten und Reviergrößen liegen kaum Daten vor. Für das Ussurigebiet schätzt Panov etwa ein Brutpaar auf 2,5–3 km², er fand aber auch kleine Revierklumpen, in denen der Nestabstand zwischen 10 und 12 Metern lag, was bei guten Bedingungen auf kleine Reviergrößen schließen lässt. Tigerwürger können  in unmittelbarer Nachbarschaft zu Braunwürgern und Büffelkopfwürgern nisten, ohne dass nennenswerte Konfliktsituationen beobachtet wurden.

## Wanderungen
Bis auf wenige Populationen in Japan sind alle Tigerwürger Zugvögel. Manche weichen nur kurze Strecken nach Süden oder Südosten aus, andere sind jedoch Langstreckenzieher mit Zugdistanzen von mehreren 1000 Kilometern. Die russischen Brutplätze werden ab Ende August geräumt, die weiter südlicher liegenden etwas später. In der Beringungsstation am Fraser’s Hill im Norden Malaysias werden wegziehende Tigerwürger zwischen Anfang September und Ende Oktober beobachtet, heimziehende zwischen Anfang April und Mitte Mai. Die nördlichsten Brutplätze sind bis spätestens Mitte Juni wieder besetzt.

## Nahrung und Nahrungserwerb
Tigerwürger ernähren sich fast ausschließlich von Wirbellosen, vor allem von Insekten. Auch die Jungen werden überwiegend mit Insekten gefüttert. Kleine Wirbeltiere, wie Mäuse, Eidechsen Nestlinge und Kleinvögel, sowie Frösche werden zwar bei Gelegenheit geschlagen, spielen für den Energiebedarf der Art jedoch keine große Rolle. Unter den Insekten überwiegen möglichst große Arten, besonders Käfer, Heuschrecken, Grillen, Schmetterlinge und deren Raupen sowie Schnabelkerfe. Untersuchungen an koreanischen Jungvögeln ergab eine Nahrungszusammensetzung, die zu fast gleichen Teilen aus Larven einer Heuschreckenart und Geschlechtstieren von Zikaden bestand. Die Aufzuchtnahrung von Jungen im Ussurigebiet bestand fast ausschließlich aus Heuschrecken, deren Kopf vor dem Verfüttern entfernt wurde.
Die Jagdmethoden des Tigerwürgers unterscheiden sich von jenen der meisten anderen Würgerarten. Zwar ist er dort, wo es der Bodenbewuchs erlaubt, ebenfalls ein Wartenjäger, doch ist diese energiesparende Jagd in seinem Lebensraum oft nicht möglich. Den Hauptteil seiner Nahrung gewinnt die Art durch systematisches Absuchen aller Strata seines Lebensraumes, von der bodennahen Strauchschicht bis in die Gipfelregion der Bäume. Ob Tigerwürger Vorräte durch Einklemmen oder Aufspießen von Beutetieren anlegen, ist nicht bekannt.

## Verhalten
Tigerwürger leben im Winterhalbjahr weitgehend solitär, in der Brutzeit in Paaren. Sie brüten einzeln, mit meist recht großen Nestabständen, gelegentlich aber auch in sogenannten Revierklumpen, in denen die Abstände zum Nachbarnest sehr klein sein können. Sie sind tagaktiv und zumindest während der Brutzeit territorial. Das Territorium wird durch Gesänge und Rufe, meist von der Spitze eines Baumes aus vorgetragen, angezeigt und durch langsame, auffällige Schauflüge abgegrenzt. Die Balz beginnt unmittelbar nach Ankunft im Brutrevier, manchmal kommen Brutvögel auch bereits verpaart ins Brutgebiet zurück. Die Balzrituale enthalten die würgertypischen Elemente wie Futterübergaben, murmelnde Gesänge mit Kopfschwenken, Nicken und Flügelzucken, Zeigen von geeigneten Neststandorten und Schauflüge. Typisch für den Tigerwürger sind die langsamen Auf- und Abwärtsbewegungen des Schwanzes. Weibchen betteln in geduckter Körperhaltung und den Bettellauten der Nestlinge um Nahrung und fordern auch in dieser Stellung zur Paarung auf. Insgesamt vollziehen sich Territoriumsetablierung und Paarbildung innerhalb weniger Tage.

## Brutbiologie
Tigerwürger führen eine monogame Saisonpartnerschaft. Meist brüten sie nur einmal im Jahr, Ersatzgelege bei frühem Gelegeverlust sind jedoch die Regel. Die Brutsaison beginnt Ende Mai und reicht bis Mitte/Ende Juli. Gelegentlich wurde Bruthilfe durch unverpaarte Männchen beobachtet. Das Nest wird von beiden Partnern in 5–7 Tagen in Höhen zwischen 1,5 und 5 Metern, gelegentlich auch bedeutend höher, errichtet. Meist liegt es im Gegensatz zum Neststandort anderer paläarktischer Würger nicht in unmittelbarer Nähe des Hauptstammes, sondern in einer Gabelung eines starken Seitenastes, oft einige Meter vom Hauptstamm entfernt. Laubbäume, wie Ulmen, Eichen, Birken und verschiedene Wildobstbäume sind häufige Nestträger, gelegentlich werden Nester aber auch in Büschen oder im Dornengestrüpp verschiedener Rubus-Arten errichtet. Das Nest ist ein relativ kleiner, sehr sorgfältig verwobener Napf, dessen Grundgerüst häufig aus ineinander verwobenen Beifußstängeln besteht, das oft zusätzlich mit aus Rindenstücken losgelösten Bastfasern verflochten wird. Die innere Lage besteht aus kompakt ineinandergefügten Grashalmen, Rispen und Moos. Innen ist der Napf mit allerlei weichen Materialien wie Pflanzenwolle und Moosen ausgelegt, außen oft mit Blättern und Blüten verkleidet. Der Außendurchmesser beträgt im Durchschnitt 120-, der Innendurchmesser 70- und die Napftiefe 45 Millimeter. Wird ein Paar beim Nestbau gestört, oder entdeckt ein potentieller Nesträuber den Nestplatz, werden selbst fast fertiggestellte Nester aufgegeben.
Das Gelege besteht aus 3 bis 6, meist jedoch 5 mattweiß, grünlich-weiß oder grünbläulich getönten Eiern, die in unterschiedlicher Intensität graue, graubraune oder violette Flecken und Tupfen vor allem am stumpfen Ende aufweisen. Im Durchschnitt messen sie 21,2 × 16,4 Millimeter. Sie werden im Tagesabstand gelegt und erst ab dem letzten Ei fest bebrütet, sodass die Jungen nach etwa 14–16 Tagen meist innerhalb eines Tages schlüpfen. Offenbar brütet nur das Weibchen, das während der Brutzeit und in den ersten Nestlingstagen vom Männchen mit Nahrung versorgt wird. Die Nestlinge verlassen, noch kaum flugfähig, nach etwa 14 Tagen das Nest; sie verbleiben aber in unmittelbarer Nestumgebung und werden noch mindestens weitere zwei Wochen von den Eltern betreut.
Angaben zum Bruterfolg sind nicht verfügbar. Wesentlichster Nestprädator ist die Elster, viele Bruten gehen auch durch Starkwind oder Kälteeinbrüche verloren.

## Systematik
Die verwandtschaftliche Stellung des Tigerwürgers innerhalb der Gattung, besonders aber innerhalb der zentral- und ostasiatischen Vertreter von Lanius ist nicht ausreichend geklärt. In der maßgebenden Literatur wird er in die Nähe der  Superspezies mit Neuntöter, Isabellwürger und Braunwürger gestellt. Mehrere dokumentierte, teilweise erfolgreiche Bruten zwischen Braunwürger und Tigerwürger, die in einigen Bereichen ihres Verbreitungsgebietes sowohl sympatrisch als auch in denselben Lebensräumen vorkommen, legen eine enge Verwandtschaft dieser beiden Arten nahe. Die Untersuchung von Wei Zhang et al. deutet dagegen auf eine frühe Trennung der Entwicklungslinie des Tigerwürgers von jenen des Neuntöters, Isabellwürgers und Braunwürgers hin.
Vom Tigerwürger werden keine Unterarten beschrieben.

## Bestand und Bedrohung
Es liegen keine, den Gesamtbestand der Art betreffenden Angaben vor. Verbreitung und Bestandsdichten sind starken Fluktuationen unterworfen. In den russischen Brutgebieten und in Japan nimmt der Bestand der Art in den letzten dreißig Jahren kontinuierlich ab, auf der Koreanischen Halbinsel dagegen und stellenweise in China scheint der Tigerwürger zumindest regional etwas häufiger vorzukommen. Die Ursachen der Bestandsschwankungen oder Bestandsabnahmen sind nicht bekannt. Die IUCN schätzt die Bestandsentwicklung als abnehmend (decreasing) ein, listet die Art jedoch in keiner Gefährdungsstufe.